# Озарк (Мисури)
Озарк (енгл. Ozark) град је у америчкој савезној држави Мисури.

## Демографија
По попису из 2010. године број становника је 17.820, што је 8.155 (84,4%) становника више него 2000. године.
| Група             | 2000.         | 2010.          |
| Белци             | 9.240 (95,6%) | 16.580 (93,0%) |
| Афроамериканци    | 32 (0,3%)     | 150 (0,8%)     |
| Азијати           | 29 (0,3%)     | 96 (0,5%)      |
| Хиспаноамериканци | 164 (1,7%)    | 572 (3,2%)     |
| Укупно            | 9.665         | 17.820         |